# Riksdagen 1888
Riksdagen 1888 ägde rum i Stockholm.
Riksdagens kamrar sammanträdde i gamla riksdagshuset den 16 januari 1888. Riksdagsarbetet inleddes ceremoniellt genom riksdagens högtidliga öppnande i rikssalen på Stockholms slott. Riksdagen avslutades den 16 maj 1888.